# Réserve naturelle régionale du marais communal du Poiré-sur-Velluire
La réserve naturelle régionale du marais communal du Poiré sur Velluire (RNR260) est une réserve naturelle régionale située en Pays de la Loire. Classée en 2012, elle occupe une surface de 241 hectares et protège un secteur du Marais poitevin. 

## Localisation

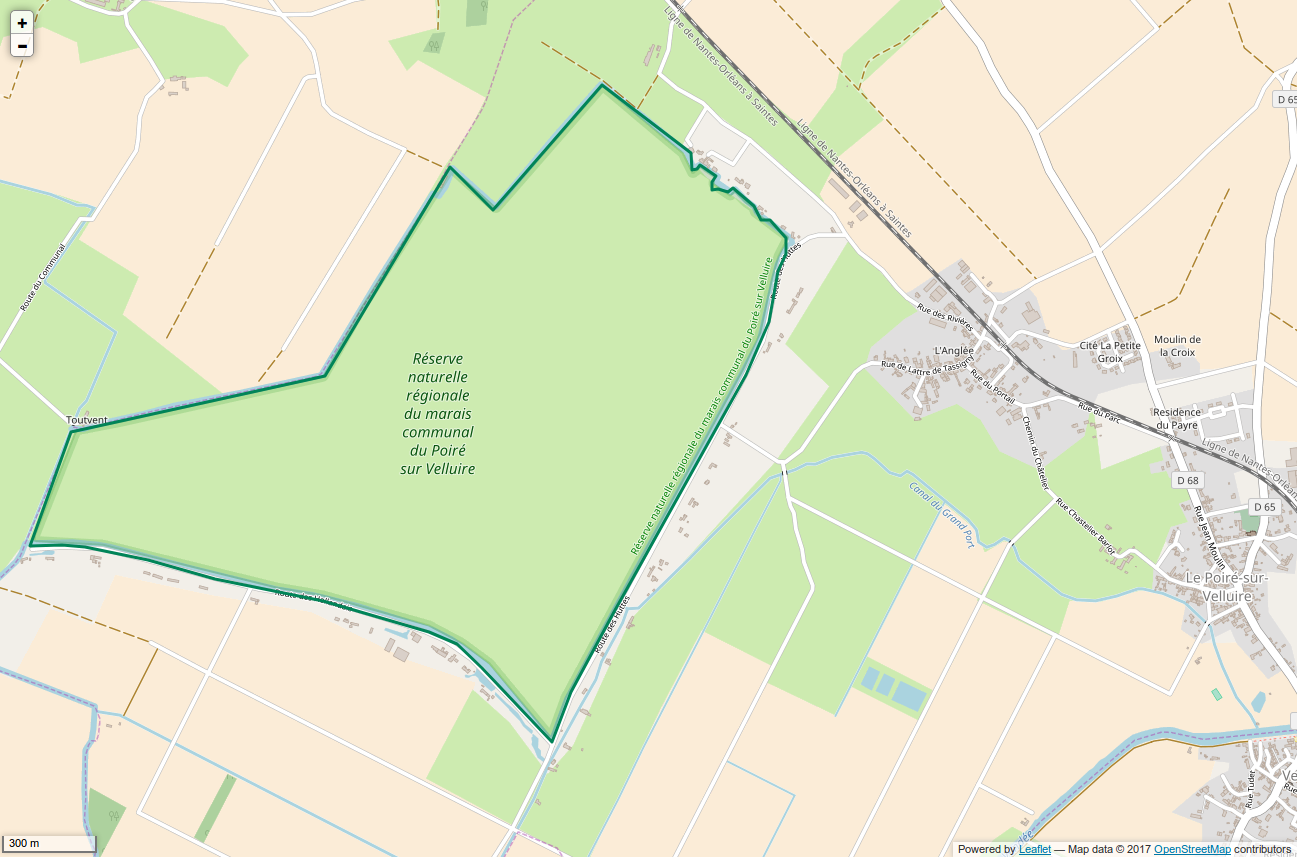
Périmètre de la réserve naturelle.

La réserve naturelle est située dans le département de la Vendée, sur la commune des Velluire-sur-Vendée et à 15 km de Fontenay-le-Comte. Elle fait partie intégrante du marais poitevin, comme sa voisine, la réserve naturelle régionale du marais de la Vacherie.

## Histoire du site et de la réserve
Créé au XIIe siècle lors d'une phase de conquête de terrains sur la mer, le marais devient communal à la Révolution. Il a depuis toujours une forte vocation pastorale collective qui est bien adaptée à la préservation des milieux. 
Le marais communal a été classé en réserve de chasse en 1979, puis comme réserve naturelle volontaire en 1981, ce dernier classement a pris fin au début des années 2000 sous l'effet de la loi sur la démocratie de proximité de 2002 qui a mis fin au régime des réserves naturelle volontaires. Le conseil régional des Pays-de-la-Loire a reclassé le communal en réserve naturelle régionale le 17 décembre 2012.
Onze éleveurs font pâturer leurs vaches, chevaux et oies ensemble sur les 241 ha de prairies non parcellisées. On y retrouve des races locales comme le Trait poitevin ou l'Oie grise du Marais poitevin.

## Écologie (biodiversité, intérêt écopaysager…)
Le site est proche de la baie de l'Aiguillon et au sein du marais poitevin sur la voie de migration occidentale des oiseaux. L'utilisation du pâturage extensif depuis l'origine a préservé la richesse des milieux. On y trouve des marais subsaumâtres, des milieux aquatiques d'eau douce ainsi que des fourrés et boisements.

### Flore
La flore compte 145 espèces de plantes dont 34 sont remarquables et 7 sont protégées parmi lesquelles, au niveau national, l'Étoile d'eau, la Renoncule à feuilles d'ophioglosse et au niveau régional le Trèfle de Micheli, le Céraiste douteux, la Salicaire à trois bractée et l'Inule d'Angleterre.

### Faune
Plus de 25 espèces de mammifères fréquentent le site, on trouve la Loutre d'Europe et le Campagnol amphibie mais aussi 13 espèces de Chauves-souris.
On compte sur le site plus de 177 espèces d'oiseaux dont 90 sont protégées au niveau national et 50 au niveau régional. Le site est une halte migratoire pour de nombreuses espèces d'anatidés et de limicoles.
Parmi les amphibiens, on note la présence du Pélodyte ponctué, du Triton palmé et de la Grenouille verte. Trois espèces de reptiles et 17 espèces de poissons ont également été observées. 
Les insectes sont présents en grand nombre. Les inventaires recensent 30 espèces de Lépidoptères dont le Cuivré des marais protégé au niveau européen, 24 espèces d'Odonates et 23 espèces d'Orthoptères dont le Criquet tricolore.

## Intérêt touristique et pédagogique
Le site n'est pas en accès libre mais un chemin pedestre permet de faire le tour de la RNR. Des observatoires sont présents sur ses bordures .

## Administration, plan de gestion, règlement
La réserve naturelle est gérée par le Parc naturel régional du Marais poitevin. Le plan de gestion actuel couvre la période 2020-2025. Le site est toujours propriété de la commune des Velluire-sur-Vendée.

### Outils et statut juridique
La réserve naturelle a été créée par une délibération du 17 décembre 2012.
Par ailleurs, le site fait partie de la ZNIEFF « Communal du Poiré-sur-Velluire et abords ».